# Hans Friedrich Micheelsen
Hans Friedrich Micheelsen (* 9. Juni 1902 in Hennstedt (Dithmarschen); † 23. November 1973 in Glüsing bei Hennstedt) war ein deutscher Kirchenmusiker und Komponist.

## Leben und Wirken
Hans Friedrich Micheelsen besuchte die Präparandenanstalt, heute das Ludwig-Meyn-Gymnasium in Uetersen. Ab 1928 nahm er Unterricht bei Paul Kickstat in Hamburg, von Oktober 1933 bis Sommer 1937 studierte er bei Paul Hindemith an der Musikhochschule in Berlin. Von 1922 bis Juli 1933 war er Kirchenmusiker an der Pauluskirche in Brunsbüttel, ab 1935 dann an der St. Matthäuskirche in Berlin-Tiergarten 1938 wurde er an die neugegründete landeskirchliche Kirchenmusikschule in Hamburg berufen, die 1954 der Hamburger Musikhochschule als „Abteilung Kirchenmusik“ angegliedert wurde. 1941 erfolgte die Einberufung zur Wehrmacht, Micheelsen wurde an der Ostfront eingesetzt und kehrte 1945 nach Hamburg zurück. 1946 erfolgte die Scheidung von seiner ersten Frau Ella, der Mutter seiner Söhne Jens Uwe und Kai-Momme, die er 1927 geheiratet hatte. 1947 ehelichte Micheelsen die Organistin und Sängerin Magdalena Bleibtreu. 1954 wurde er im Zuge der Umstrukturierung der Kirchenmusikausbildung in Hamburg zum Professor ernannt. Zu seinen Schülern gehört u. a. Joachim Schwarz. Nach der Emeritierung 1962 zog Micheelsen mit seiner Frau nach Sasbachwalden am Fuße des Schwarzwaldes. Nach dem Tod seiner Gattin zog er 1971 zurück nach Hennstedt, wo er den Organistendienst an jener Kirche übernahm, an der schon sein Vater gewirkt hatte. 1972 heiratete Micheelsen Margarethe Rother. Im Jahr darauf verstarb er an einem Karzinom am Ösophagus.
Micheelsen komponierte Vokalmusik, Orgelmusik und Instrumentalwerke. Seine Stilmittel reichen von Modalität und Tonalität bis zur Zwölftontechnik. Er verfasste die Melodie zum Kirchenlied „Tröstet, tröstet“, spricht der Herr (EG 15).

## Werke (Auswahl)
Orgelwerke
- Orgelkonzert Nr. 1 (1940)
- Orgelkonzert Nr. 2 (1943) „Es sungen drei Engel“
- Orgelkonzert Nr. 3 (1947)
- Orgelkonzert Nr. 4 (1951) „Nun freut euch, lieben Christen gmein“
- Orgelkonzert Nr. 5 (1954) „Christe, der du bist Tag und Licht“
- Orgelkonzert Nr. 6 (1961) „O dass ich tausend Zungen hätte“
- Orgelkonzert Nr. 7 (1963) „Der Morgenstern“

- Choralmusik (1936)
- Das Holsteinische Orgelbüchlein op. 32 (1939)
- Grenchener Orgelbuch (1966/1971)

Geistliche Vokalwerke
- Hamburger Motettenbuch für zwei- bis sechsstimmigen Chor (1938-), darin Evangeliensprüche (Heft 1), Psalmworte (Heft 2), Choralmotetten (Heft 3), Epistelsprüche (Heft 4), Lobgesang der Maria (Heft 5), Lobgesang des Simeon (Heft 6), Der 1. Psalm (Heft 7), Der 23. Psalm (Heft 8), Der 126. Psalm (Heft 9), Zeit und Ewigkeit (Heft 10)
- Tod und Leben, Ein deutsches Requiem (1938)
- Von der Schöpfung, Symphonia sacra für Soli, Chor und Orchester (1940)
- Passionsmusiken nach Matthäus (1946), Markus (1951), und Johannes (1962) für Chor a cappella
- Wenn ich mit Menschen- und mit Engelzungen redete. Geistliches Konzert für Singstimme, Violine und Orgel (1948)
- Es sungen drei Engel, Motette (1949)
- Das Jahr des Herrn. Chorlieder nach Dichtungen Rudolf Alexander Schröders (1950)
- Grenchener Messe (1953)
- Lutherchoralkantate (1954)
- Deutsche Liedmesse (1964)

Weltliche Vokalwerke
- Sommerkantate (1936)
- Der Winter ist vergangen. Frühlingskantate (1947)
- Das Jahr, Oratorium nach einer Dichtung von Emil Hecker (1947)
- Land meiner Väter auf Texte von Klaus Groth und Theodor Storm für Altsolo, Chor und Orchester (1958)
- Der kleine Zoo, Kantate für Chor und Instrumente auf Texte von Joachim Ringelnatz und Christian Morgenstern (1953)
- Chorische Tanzsuite (1970)

Werke mit Orchester
- Introduktion, Tokkata und Passacaglia für großes Orchester (1957)
- Choral-Triptychon (1966)
- Konzert für Orgel und Streichorchester (1968)

## Tonträger
- CD Profile. Hans-Friedrich Micheelsen – Label: Charade, 1993
  - Tod und Leben (Ein deutsches Requiem)
  - Das Holsteinische Orgelbüchlein op. 32 – Präludium
  - Das Holsteinische Orgelbüchlein op. 32 – Passacaglia
  - Das Holsteinische Orgelbüchlein op. 32 – Finale
  - Was betrübst du dich meine Seele op. 27
  - Orgelkonzert Es sungen drei Engel op. 34

- CD „Roger Eno, Brian Eno: 18 Keyboard Studies By Hans Friedrich Micheelsen“ – Label: Opal Records, 2002

- CD Christkatholische Kirchenmusik (2008) – Label: voces laudis (Harald von Arx, Orgel)
  - Grenchener Orgelbuch – Kanzona

- CD Freu dich sehr, o meine Seele – Label: Oehms Classics, 2012 (Christian Brembeck, Orgel)
  - Choralmusik – Orgelchoral: Ach bleib mit deiner Gnade
  - Choralmusik – Choralvorspiel: Ist Gott für mich, so trete gleich alles wider mich
  - Choralmusik – Trio: Wir glauben all an einen Gott
  - Choralmusik – Toccata: Lobe den Herren, den mächtigen König der Ehren

- CD Audite Nova 2 – Label: Tulip Records, 2013 (Gerben Mourik, Orgel)
  - Choralmusik – Orgelchoral: Gelobet seist du, Jesu Christ
  - Choralmusik – Pastorale: Kommt und lasst uns Christum ehren

- CD Von der Schöpfung – Label: Hauptkirche St. Petri Hamburg & blumlein records, 2014
  - Von der Schöpfung op. 30

- CD Modern Church Organ Works, Volume 2 – Label: SCDL, 2016 (Gerben Mourik, Orgel)
  - Orgelkonzert IV: Inventio
  - Das Holsteinische Orgelbüchlein op. 32 – Präludium
  - Das Holsteinische Orgelbüchlein op. 32 – Pastorale
  - Das Holsteinische Orgelbüchlein op. 32 – Fantasie
  - Choralmusik – Toccata: Lobe den Herren, den mächtigen König der Ehren